# 松平勝以
松平 勝以（まつだいら かつゆき）は、江戸時代前期から中期にかけての旗本・大名。下総国多古陣屋9000石の交代寄合であったが、加増を受けて大名に列し、多古藩初代藩主となる。官位は従五位下・甲斐守、豊前守、大蔵少輔。

## 生涯
寛文元年（1661年）8月15日、旗本・松平勝義の九男（末子）として江戸で誕生。兄の勝忠（勝易）に子がなかったため、寛文2年（1662年）に養子となる。寛文9年（1669年）8月19日、9歳で徳川家綱に拝謁。延宝4年（1676年）12月に従五位下・甲斐守に叙位・任官する。延宝8年（1680年）、兄の死去により家督を継いで9000石の旗本となる。
貞享元年（1684年）11月、上総国佐貫藩主・松平重治が改易されたため、佐貫城受け取りに赴き、その守備を務めた。貞享4年（1687年）1月25日に4代将軍・徳川綱吉の小姓となるが、約1か月後の2月23日には職を辞している。元禄6年（1693年）7月1日に豊前守に遷任。元禄8年（1695年）2月18日に定火消役に任じられた。元禄10年（1697年）2月28日に小姓組番頭に昇進。元禄11年（1698年）には尾張藩への御使を務めた。元禄12年（1699年）2月15日に書院番頭に任じられる。
元禄14年（1701年）7月には、御小姓組番頭在任中に組下の者に関わる事務手続きの遺漏を理由として1か月ほどの拝謁停止処分を受けている。
宝永4年（1707年）7月13日、将軍世子の徳川家宣の次男・家千代の傅役を命じられたが、家千代が9月に早世したため、綱吉の側衆に任じられ、官位も大蔵少輔に遷任された。同年12月25日、西の丸（徳川家宣）の御側となり、家宣の将軍就任により本丸に移った。
正徳3年（1713年）8月3日、大坂定番に任じられ、同時に摂津国島上郡・島下郡で3000石を加増された。これにより1万2000石を領する大名となり、多古藩が成立した。
享保2年（1717年）3月8日、祖先である松平康俊夫人が徳川家康から拝領した「龗蛇頭」（りょうじゃとう、龍の頭骨であるという宝物）を徳川吉宗の上覧に供している。同年9月12日、領知朱印状を交付される。享保7年（1722年）には大小の鉄炮30挺を拝領。享保9年（1724年）11月には先に類焼した大坂の邸宅の再建費用として1000両が下賜された。
享保10年（1725年）3月21日、病気を理由として辞職が認められる。同年4月11日より菊間広縁の伺候となり、以後これが多古松平家の伺候席となった。8月7日には摂津国にあった知行地が下野国河内郡・都賀郡に移された。
享保13年（1728年）2月14日に死去した。享年68。江戸・下谷の白泉寺（明治時代に巣鴨に移転）に葬られ、以後代々の藩主の墓（勝権・勝慈を除く）が白泉寺にある。跡を次男・勝房が継いだ。

## 系譜
特記事項のない限り、『寛政重修諸家譜』による。子の続柄の後に記した ( ) 内の数字は、『寛政譜』の記載順。
- 父：松平勝義
- 母：不詳[2]
- 養父：松平勝忠
- 正室：池田政武養女 - 池田政直の娘
  - 次男(2)：松平勝房（1702-1747）
- 継室：西洞院時成養女
- 生母不明の子女
  - 長男(1)：権太郎 - 早世
- 養子
  - 女子(3)：梅渓季通の娘[注釈 5] - 神保茂清室
  - 女子(4)：松平勝秀の娘[注釈 6] - 水野吉藤室